# Орловка (Красногвардейский район)
Орло́вка  (до 1948 года Крымча́к; укр. Орлівка, крымскотат. Qırımçaq, Къырымчакъ) — село в Красногвардейском районе Республики Крым, входит в состав Найдёновского сельского поселения (согласно административно-территориальному делению Украины — Найдёновского сельского совета Автономной Республики Крым).

## Население
| 2001 | 2014 |
| ---- | ---- |
| 120  | ↘53  |

Всеукраинская перепись 2001 года показала следующее распределение по носителям языка
| Язык             | Процент |
| ---------------- | ------- |
| русский          | 54.17   |
| крымскотатарский | 30      |
| украинский       | 15.83   |

### Динамика численности
| - 1926 год — 10 чел. - 1939 год — 175 чел. - 1989 год — 192 чел. | - 2001 год — 120 чел. - 2009 год — 96 чел. - 2014 год — 53 чел. |

## Современное состояние
На 2017 год в Орловке числится 4 улицы; на 2009 год, по данным сельсовета, село занимало площадь 58 гектаров на которой, в 55 дворах, проживало 96 человек.

## География
Орловка расположена в степном Крыму, на юго-востоке района, примерно в 38 километрах (по шоссе) от райцентра, у границы с Нижнегорским районом, высота центра села над уровнем моря — 119 м. Соседние сёла: Золотое в 5 км на северо-восток и Найдёновка в 2,5 км на северо-запад. Транспортное сообщение осуществляется по региональной автодороге 35Н-232 Найдёновка — Орловка, протяжённостью 3,4 км (по украинской классификации — С-0-10621).

## История
Поселение образовалось, видимо, в начале 1920-х годов, т.к впервые встречается в Списке населённых пунктов Крымской АССР по Всесоюзной переписи 17 декабря 1926 года, согласно которому в артели Крымчак, Анновского сельсовета Джанкойского района, числилось 5 дворов, все крестьянские, население составляло 10 человек. В национальном отношении учтено 5 белорусов, 1 еврей, 1 записан в графе «прочие». Постановлением ВЦИК «О реорганизации сети районов Крымской АССР» от 30 октября 1930 года, был создан Биюк-Онларский район, как национальный (лишённый статуса национального постановлением Оргбюро ЦК КПСС от 20 февраля 1939 года) немецкий в который включили село. По данным всесоюзной переписи населения 1939 года в селе проживало 175 человек. Есть данные, что значительную часть населения составляли Крымчаки. В январе 1942 года в сёлах Крымчак и Ени-Крымчак было расстреляно 468 крымчаков.
После освобождения Крыма от фашистов в апреле, 12 августа 1944 года было принято постановление № ГОКО-6372с «О переселении колхозников в районы Крыма» и в сентябре 1944 года в район приехали первые новоселы (57 семей) из Винницкой и Киевской областей, а в начале 1950-х годов последовала вторая волна переселенцев из различных областей Украины. С 25 июня 1946 года Крымчак в составе Крымской области РСФСР. Указом Президиума Верховного Совета РСФСР от 18 мая 1948 года, Крымчак переименовали в Орловку. 26 апреля 1954 года Крымская область была передана из состава РСФСР в состав УССР. Время включения в Колодезянский сельсовет пока не установлено: на 15 июня 1960 года село уже числилось в его составе.
Указом Президиума Верховного Совета УССР «Об укрупнении сельских районов Крымской области», от 30 декабря 1962 года, Октябрьский район был упразднён и Орловку присоединили к Красногвардейскому. Между 1968 и 1974 годом образован Найдёновский сельсовет, в который включили село. По данным переписи 1989 года в селе проживало 192 человека. С 12 февраля 1991 года село в восстановленной Крымской АССР, 26 февраля 1992 года переименованной в Автономную Республику Крым. С 21 марта 2014 года в составе Крыма аннексирована Россией.